# Amir Turgeman
Amir Turgeman (in ebraico עמיר תורג'מן‎?; Ashdod, 5 ottobre 1972) è un allenatore di calcio ed ex calciatore israeliano, di ruolo attaccante.

## Palmarès

### Giocatore

#### Competizioni nazionali
- Campionato israeliano: 2

Maccabi Tel Aviv: 1991-1992, 2002-2003
- Coppa d'Israele: 1

Maccabi Tel Aviv: 2001-2002